# Last Fair Deal Gone Down
Last Fair Deal Gone Down — п'ятий студійний альбом шведського гурту Katatonia, випущений у 2001 році лейблом Peaceville Records.

## Історія
Написання матеріалу для альбому розпочалося незабаром після випуску їхнього попереднього альбому Tonight's Decision у 1999 році. Подібно до інших їхніх альбомів, більшу частину тексту написали засновники гурту Йонас Ренксе та Андерс Ністрьом: Ренксе писав тексти, а Ністрьом — музику.
Запис відбувався з перервами між квітнем і груднем 2000 року на Sunlight Studios. Фінансові проблеми змусили гурт записувати його фрагментарно протягом усього цього часу. Сесії були напруженими, учасники гурту були розчаровані тим, що фінансові обмеження часто призводили до вимушених перерв, коли вони хотіли продовжити роботу над альбомом. Рефлексія призвела до того, що багато фрагментів пісень було відредаговано, перероблено або виключено з остаточної версії альбому, Ренксе вважав, що це було стресом у той час, але врешті призвело до альбому, який точніше відображав бажане звучання.
Альбом засвідчив, що група ще більше відійшла від своїх металевих коренів. Ренксе заявив, що музика все ще вкорінена в металі в невизначеному сенсі, але що група відійшла від звучання на користь того, що «слухали б їхні батьки», з більш зрілим звучанням.
Лірично Ренксе описав матеріал як «гостро особистий» та відображаючий його власні життєві проблеми. Він намагався поєднати текст і вокал, щоб передати відчуття відчаю, яке він відчував через свої проблеми. З часом він відчув, що особиста лірика може стати приголомшливою як для нього, так і для слухача, і вирішив замість цього написати кілька пісень, заснованих на вигадці. У «We Must Bury You» йшлося про газетну статтю, яку він прочитав, про людей, які вчинили випадкове вбивство, і про страх і жаль, які вони відчували, як він уявляв, піклуючись про тіло. «Sweet Nurse» була ще одним цілком вигаданим сюжетом.

## Список пісень
Усі тексти авторства Йонаса Ренксе
| #     | Назва                  | Тривалість |
| ----- | ---------------------- | ---------- |
| 1.    | «Dispossession»        | 5:33       |
| 2.    | «Chrome»               | 5:11       |
| 3.    | «We Must Bury You»     | 2:48       |
| 4.    | «Teargas»              | 3:22       |
| 5.    | «I Transpire»          | 5:54       |
| 6.    | «Tonight's Music»      | 4:17       |
| 7.    | «Clean Today»          | 4:22       |
| 8.    | «The Future of Speech» | 5:38       |
| 9.    | «Passing Bird»         | 3:35       |
| 10.   | «Sweet Nurse»          | 3:53       |
| 11.   | «Don't Tell a Soul»    | 5:42       |
| 50:39 |                        |            |

| Бонус-треки перевидання 2004 року | Бонус-треки перевидання 2004 року | Бонус-треки перевидання 2004 року |
| #                                 | Назва                             | Тривалість                        |
| --------------------------------- | --------------------------------- | --------------------------------- |
| 12.                               | «Sulfur»                          | 6:22                              |
| 13.                               | «4 March»                         | 3:51                              |
| 14.                               | «Help Me Disappear»               | 5:13                              |
| 66:05                             |                                   |                                   |

| Бонус-треки перевидання 2011 року | Бонус-треки перевидання 2011 року | Бонус-треки перевидання 2011 року |
| #                                 | Назва                             | Тривалість                        |
| --------------------------------- | --------------------------------- | --------------------------------- |
| 12.                               | «Sulfur»                          | 6:22                              |
| 13.                               | «4 March»                         | 3:51                              |
| 14.                               | «Help Me Disappear»               | 5:13                              |
| 15.                               | «O How I Enjoy the Light»         | 2:44                              |
| 68:49                             |                                   |                                   |

## Склад
- Йонас Ренксе — вокал
- Андерс Ністрем — гітара, мелотрон
- Фредрік Норрман — гітара
- Маттіас Норрман — бас
- Даніель Лільєквіст — ударні